# Derrière le miroir
Derrière le miroir (DLM) war eine Künstler-Edition, die von dem französischen Verlegerpaar Maeght herausgegeben wurde. Sie erschien von 1946 bis 1982 in insgesamt 201 Ausgaben und stellt heute ein wichtiges Zeitdokument zur bildenden Kunst der Nachkriegszeit dar. Bestandteil der meisten Hefte war zudem Originalgrafik (Lithographien, Radierungen, Serigraphien oder Holzschnitte) bedeutender zeitgenössischer Künstler, die überwiegend in der Druckerei von Fernand Mourlot gedruckt wurden.
Intention dieser Publikation war, originalgrafische Arbeiten so bekannter Künstler wie Marc Chagall, Joan Miró, Georges Braque, Pablo Picasso u. v. a. dem breiten Publikum zugänglich zu machen, indem die Künstler eigens für die jeweilige Ausgabe Originalgrafik anfertigten. Folglich sind diese Arbeiten auch im entsprechenden Werkverzeichnis des Künstlers verzeichnet, im Unterschied zu einem Kunstdruck. Diese Tatsache macht insb. die frühen Originalausgaben heute zu begehrten Sammlerobjekten.
Die letzte Ausgabe Nr. 250 erschien 1982 als Hommage an den 1981 verstorbenen Aimé Maeght. Neben einer Komplettübersicht aller erschienenen Ausgaben des Derrière le miroir enthält diese Original-Graphiken von Pierre Alechinsky, Marc Chagall, Eduardo Chillida, Joan Miró, Pablo Palazuelo, Bram van Velde, Paul Rebeyrolle, Antoni Tàpies, Pierre Tal-Coat, Raoul Ubac, Pol Bury, Konrad Klapheck, Gérard Titus-Carmel, Ellsworth Kelly, Jacques Monory, Jean René Bazaine, Valerio Adami, Shūsaku Arakawa, Jean-Paul Riopelle, Takis, Claude Garache, Joan Gardy Artigas und François Fiedler. Die Grafik des Umschlags wurde von Saul Steinberg komponiert.
Die literarische Schirmherrschaft in Form von bis dato unveröffentlichten Texten übernahmen für jede Ausgabe berühmte Schriftsteller und Poeten wie Samuel Beckett, Paul Éluard, Jean-Paul Sartre u. v. a., mit konkretem Bezug zum jeweiligen Künstler bzw. dessen Werk.
Ein Großteil der späten Ausgaben ist noch heute beim Herausgeber beziehbar, während die frühen (und später oft als „Réédition“ nachgedruckten) Originalausgaben nur noch bei bspw. Antiquariaten oder auf Sammlerbörsen zu finden sind. Die parallel erschienenen Vorzugsausgaben in kleiner Auflage von 150 nummerierten und meist vom Künstler signierten Exemplaren sind längst vergriffen.